# Sprague River
Sprague River az Amerikai Egyesült Államok északnyugati részén, Oregon állam Klamath megyéjében, az Oregon Route 140 közelében elhelyezkedő statisztikai település. A 2020. évi népszámláláskor 80 lakosa volt.

## Története
Névadója a Kígyó- és Pajút háborúkban részt vevő Franklin B. Sprague százados, aki 1866-ban a Klamath-erőd parancsnoka volt. Nevét a folyó 1864 vagy régebb óta viseli – az indiánok Plainak vagy Plaikni Koke-nak hívták; a plai jelentése „magasról” vagy „fentről”, a koke szóé pedig „folyó”. Az 1923. szeptember 14-én megnyílt posta első vezetője Benjamin E. Wolford volt (korábban létezett már egy hivatal a mai Bly területén).
Az Oregon, California and Eastern Railway vasútállomása a Klamath Falls–Bly-vasútvonal 1941-es menetrendjében még szerepelt. 1990-ben a nyomvonal helyén gyalogos útvonalat (OC&E Woods Line State Trail) alakítottak ki.
Egykor dobozgyára és fafeldolgozója is volt; utóbbi 1943-ban szűnt meg.

## Éghajlat
A település éghajlata mediterrán (a Köppen-skála szerint Csb).
| Hónap                                   | Jan.  | Feb.  | Már.  | Ápr.  | Máj.  | Jún.  | Júl. | Aug. | Szep. | Okt.  | Nov.  | Dec.  | Év    |
| --------------------------------------- | ----- | ----- | ----- | ----- | ----- | ----- | ---- | ---- | ----- | ----- | ----- | ----- | ----- |
| Rekord max. hőmérséklet (°C)            | 15,0  | 19,0  | 27,0  | 28,0  | 34,0  | 37,0  | 39,0 | 40,0 | 38,0  | 32,0  | 22,0  | 18,0  | 40,0  |
| Átlagos max. hőmérséklet (°C)           | 3,9   | 6,9   | 9,8   | 14,2  | 19,3  | 23,9  | 29,2 | 28,8 | 24,9  | 18,0  | 8,9   | 4,3   | 16,1  |
| Átlagos min. hőmérséklet (°C)           | −8,5  | −6,4  | −4,8  | −3,0  | −0,1  | 3,1   | 5,3  | 4,3  | 0,2   | −3,4  | −5,1  | −8,1  | −2,2  |
| Rekord min. hőmérséklet (°C)            | −33,0 | −31,0 | −25,0 | −14,0 | −11,0 | −11,0 | −7,0 | −8,0 | −12,0 | −16,0 | −31,0 | −36,0 | −36,0 |
| Átl. csapadékmennyiség (mm)             | 65    | 44    | 43    | 25    | 29    | 22    | 10   | 14   | 17    | 30    | 57    | 64    | 420   |
| Forrás: Western Regional Climate Center |       |       |       |       |       |       |      |      |       |       |       |       |       |

## Fordítás
- Ez a szócikk részben vagy egészben  a   Sprague River, Oregon című angol Wikipédia-szócikk ezen változatának fordításán alapul.  Az eredeti cikk szerkesztőit annak laptörténete sorolja fel. Ez a jelzés csupán a megfogalmazás eredetét és a szerzői jogokat jelzi, nem szolgál a cikkben szereplő információk forrásmegjelöléseként.